# Marek Grechuta
Marek Michał Grechuta (sinh ngày 10 tháng 12 năm 1945 tại Zamość, Ba Lan - mất ngày 9 tháng 10 năm 2006 tại Kraków, Ba Lan) là ca sĩ, nhà thơ và nhà soạn nhạc người Ba Lan.
Ông chung sống cùng vợ Danuta (kết hôn năm 1970) và con trai Łukasz. Mất vào năm 2006, ông được chôn cất tại nghĩa trang Rakowicki thuộc thành phố Kraków.

## Discography
- 1970 Marek Grechuta & Anawa (eng. Marek Grechuta & Anawa)
- 1971 Korowód (eng. Procession)
- 1972 Droga za widnokres (eng. Road Beyond the Horizon)
- 1974 Magia obłoków (eng. Magic of the Clouds)
- 1977 Szalona lokomotywa (eng. Crazy Locomotive)
- 1979 Pieśni M. Grechuty do słów Tadeusza Nowaka (eng. Grechuta's Songs to Tadeusz Nowak's Lyrics)
- 1981 Śpiewające obrazy (eng. Singing Pictures)
- 1984 W malinowym chruśniaku (eng. In the Raspberry Brushwood)
- 1987 Wiosna – ach, to ty! (eng. Spring – Oh, It's You!)
- 1989 Krajobraz pełen nadziei (eng. Landscape Full of Hope)
- 1993 Jeszcze pożyjemy (eng. We Will Live)
- 1994 Dziesięć ważnych słów (eng. Ten Important Words)
- 1998 Serce (eng. Heart)
- 2003 Niezwykłe miejsca (eng. Unusual Places)